# Blyth (Northumberland)
Pour les articles homonymes, voir Blyth.
Blyth est une ville du sud du comté de Northumberland en Angleterre. Elle se trouve à une vingtaine de kilomètres de Newcastle upon Tyne.
Le développement de la ville moderne a commencé dans le premier quart du XVIIIe siècle. Les principales industries qui ont contribué à la prospérité de la ville étaient l'extraction du charbon et la construction navale. Ces industries ont largement disparu, mais le port continue de prospérer.
Son cartulaire a été conservé. Les importants personnages de la région au Moyen Âge s'y trouvent cités. Parmi eux, on note la présence de William de Wendeval dont le nom est sur la liste des inspirateurs du personnage du Shérif de Nottingham, dans la légende de Robin des Bois.
Elle possède un ancien phare construit en 1788 connu sous le nom de High Light.